# Vaporware

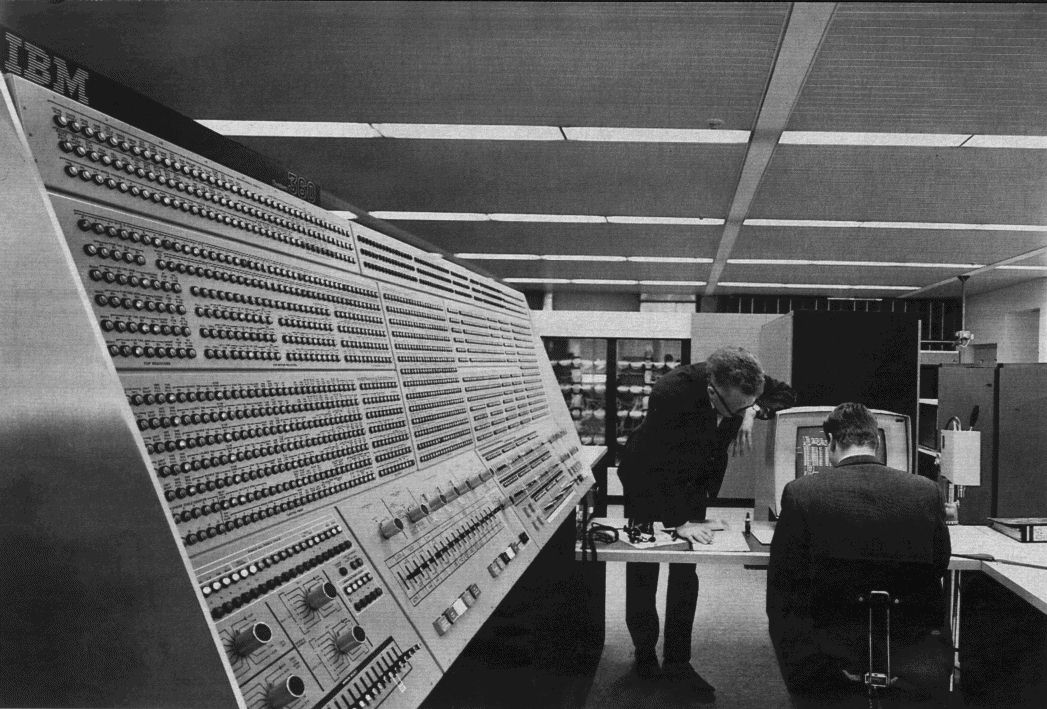
Esta imagen del Sistema/360 Modelo 91 fue tomada por la NASA en algún momento a finales de los años 60.

Vaporware es un término peyorativo utilizado para denominar al software o hardware anunciado por un desarrollador mucho antes de realizar el desarrollo, pero que después no llega a emerger, ni a tener un ciclo de desarrollo más o menos estable. El término implica engaño, o al menos un exceso de optimismo; esto implica que el que lo anuncia sabe que el desarrollo del producto está en una etapa demasiado temprana para asumir responsabilidades acerca de su fecha de liberación, características finales, o incluso credibilidad.
El vaporware guarda similitudes con los hoax (engaños), pues ambos consisten en promocionar un producto o evento que no podrá ser producido nunca. En los distintos campos de la tecnología ha habido muchos engaños en los que el engañador promete tener resultados pronto. Algunos ejemplos de organizaciones con esta práctica son Clonaid, la compañía de raelianos que prometió mostrar una prueba de clonación humana, la empresa Theranos, que prometía un servicio de análisis de sangre a partir de una gota de sangre a un precio bajo (todo esto sin tener lista y funcionando la tecnología con la que prometía llevar a cabo estos estudios), o aquellos que dijeron haber "inventado" la máquina de movimiento perpetuo. Se podría decir que la diferencia entre estos engaños y el vaporware radica en que en este último el proponente realmente tiene intenciones de producir lo que anuncia, mientras que en los engaños sabe perfectamente que el producto no existe, o que no podrá ser producido.

## Historia
Tal vez el primer caso de vaporware en la historia de la informática tuvo lugar entre 1834 y 1837, se trató de la máquina analítica de Charles Babbage, que no se concretó por falta de fondos. La palabra vaporware se popularizó en la prensa de negocios allá por 1984, probablemente en respuesta a Ovation de Ovation Technologies, un paquete integrado de software para DOS que fue anunciado en 1983. La administración de la compañía fue laureada por su habilidad para conseguir financiación de capital de riesgo, generando rumores, y dando soberbias demostraciones de un producto que, de haber existido, habría sido muy superior al Lotus 1-2-3 de Lotus Software. Aun así, no cumplieron con la promesa de realizar el producto.
CIO Magazine[1] le da crédito a Esther Dyson por haber acuñado la palabra en 1984;  Sin embargo, Paul Andrews opina que "aunque 'vaporware' tal vez fue popularizada por Esther, ella acredita a Ann Winblad, quien en cambio escuchó el término de Mark Ursino de Microsoft... pero Stewart Alsop.. puede haber sido el que la introdujo en la jerga cotidiana mediante su boletín de noticias P.C. Letter". [2]

## Variedades
En algunos casos, vaporware podría ser el resultado de una burbuja virtual que no flota. Posteriormente el proyecto es rápidamente desechado, a veces antes de que se haga cualquier trabajo de desarrollo real.
En otro casos, vaporware es el anuncio de empresas con la idea de perjudicar el desarrollo o comercialización de otros productos más reales de la competencia, a veces en combinación con una campaña de desconcierto; si los clientes creen en el bulo tecnológico, podrían posponer su compra del producto real mientras esperan que su rival vaporoso madure.
Muchas empresas anuncian vaporware para probar que sus departamentos de I+D continúan repletos de ideas nuevas. Cuanto más ambicioso es el proyecto, mejor resulta. Una diferencia sutil de esta estrategia consiste en vaporizar una característica esperada por todos en un producto de próximo lanzamiento. Por ejemplo, la característica WinFS del producto Windows Vista generó muchísimo entusiasmo, pero no se llegó a implementar en la versión.
A veces vaporware es el resultado de un optimismo exagerado por parte de una organización sin malicia, y podría materializarlo después de una larga espera (a veces años). Un ejemplo de esto fue el gran retrasado procesador de textos FullWrite de Apple Macintosh, anunciado por Ann Arbor Softworks en enero de 1987 para su lanzamiento en abril de ese mismo año, y finalmente lanzado en abril de 1988. En el Reino Unido,  Sir Clive Sinclair de Sinclair Research Ltd fue famoso por su tardío ciclo de lanzamiento de productos; varias pantallas planas, televisores miniatura, el ordenador para negocios Sinclair QL, el coche eléctrico Sinclair C5, el ordenador avanzado Loki y muchos otros proyectos retrasados, inacabados o completamente ficticios.
El retraso o aparcamiento temporal de un producto software, a veces puede ser causa de una fusión corporativa de empresas o una distensión interna dentro de la propia empresa.
A menudo el vaporware que llega a materializarse no sobrevive a las expectativas. Un ejemplo es el juego Daikatana, el cual se anunció en 1997 pero no se lanzó hasta el 2000. Muchos que esperaban para jugarlo acabaron decepcionados y sin interés por él. Ultima IX, otro ejemplo, fue una pobre consolación para los que esperaron desde 1994, para encontrarse con el lanzamiento tardío en 1999, con demasiados fallos e imposible de ejecutar en muchas tarjetas gráficas comunes.
En otros casos, el vaporware nunca se materializa porque algún otro producto ocupa su nicho a medio camino, convirtiéndolo en redundante o no comercializable. Un ejemplo es el Proyecto Xanadu, un proyecto hipertexto iniciado en 1960 que pensaron que sería lo que hoy en día es la World Wide Web; o GNU Hurd, el núcleo de sistema operativo libre que ha sido casi por completo relegado en su papel por Linux. Hurd está todavía en elaboración, pero la intención original era ser la parte núcleo de un completo sistema GNU.
Además de estos ejemplos históricos, hay muchos productos de los que no se tienen noticias, pero que en 2004 se consideran vaporware. Ejemplo de esto es el juego Duke Nukem Forever, que se desarrolló durante más de 15 años. El juego ganó los Premios Vaporware de Wired News en 2001 y 2002, fue segundo en 2000, y en 2003 consiguió el premio de por vida por su perpetuo estado en vaporware, aunque finalmente, tras más retrasos, salió a la luz el 10 de junio de 2011. Algunos juegos, incluso pueden convertirse en vaporware si son objeto de una campaña promocional. Esto mismo sucedió con el juego basado en la serie de TV Aeon Flux que fue el tema de los anuncios televisivos e incluso difundido en los lanzamientos de la serie en vídeo casero, pero el juego en sí mismo nunca fue sacado a la luz.
También cabe mencionar las consolas de videojuegos Indrema y Phantom. Ambos ocuparon lo más alto del premio Wired en 2004. El sistema operativo Microsoft Longhorn, anunciado para 2004 y ahora conocido como Longwait (del inglés, larga espera) se posicionó en el tercer puesto. Wired destacó que una supuesta característica, el sistema de ficheros WinFS, se ha descartado para el sistema, y citando a un analista: "Si Microsoft continúa dando largas para Longhorn y eliminando características, podrían regalar en un paquete Duke Nukem Forever y el sistema operativo". A partir del 28 de abril de 2005, Longhorn tampoco incluye soporte para Trusted Computing. El proyecto Longhorn se convirtió en Windows Vista, y Microsoft lo sacó a la venta en febrero de 2007. También la empresa Valve anunció en 2008 que los próximos Half life serían episódicos, se ha filtrado la historia y dibujos conceptuales pero Valve sigue sin responder por el estado del llamado "Half Life 3" nombrado por los fanáticos.